# Hennadij Bilodid
Hennadij Hryhorowytsch Bilodid (ukrainisch Геннадій Григорович Білодід; * 22. Juli 1977 in Kiew, Sowjetunion) ist ein ehemaliger ukrainischer Ringer, Judoka und Samboist.

## Leben
In der Grundschule in Kiew begann er mit Judo.
Er nahm an den Olympischen Spielen 2000 in Sydney teil, schied aber im Viertelfinale aus, da er gegen Anatol Larukou zu passiv war. 2001 und 2003 siegte Bilodid bei den Europameisterschaften. Bei seinen zweiten Olympischen Spielen in Athen 2004 schied er in der zweiten Runde aus. Bei den Olympischen Spielen in Peking kam er auf den 7. Platz. Als 2010 neue Regeln eingeführt wurden, gab er seine Sportkarriere auf. Mittlerweile arbeitet er als Trainer.

## Privates
Gemeinsam mit seiner Frau Switlana Kusnjezowa hat er eine Tochter, Darja Bilodid, die im Alter von 17 Jahren die jüngste Judo-Weltmeisterin aller Zeiten wurde.